# Harriet Hunt
Harriet Hunt (Oxford, 7 febbraio 1978) è una scacchista britannica.
Ha ottenuto il titolo di Maestro internazionale nel 2000.

## Principali risultati
Cinque volte vincitrice del campionato britannico femminile (1995, 1996, 1997, 1999 e 2021).
Nel 1997 ha vinto a Żagań il campionato del mondo juniores femminile.
Con la nazionale inglese femminile ha partecipato a 6 edizioni delle Olimpiadi degli scacchi dal 1994 al 2004, ottenendo complessivamente il 64,1% dei punti. Alle Olimpiadi di Elista 1998 ha vinto una medaglia di bronzo in 2ª scacchiera.
Ha ottenuto il suo più alto rating FIDE in gennaio 2009, con 2463 punti Elo.